# Jim Hall (músico)
Jim Hall (Buffalo, 4 de dezembro de 1930 — 10 de dezembro de 2013) foi um guitarrista de jazz estadunidense.
Começou a tocar aos treze anos de idade, em Cleveland. 
Graduou-se no Cleveland Institute of Music em 1955, e se mudou para Los Angeles, onde continuou seus estudos clássicos de guitarra com Vincente Gómez. 
Abandonou seus estudos para seguir com o Chico Hamilton Quintet, com quem tocou entre 1955 e 1956, participou do Jimmy Giuffre Trio entre 1956 e 1959 e fez viagens à América Latina com Ella Fitzgerald (1960-1961) e Yves Montand.
Liderou um quarteto juntamente com Art Farmer entre 1962 e 1964 e gravou ocasionalmente com Paul Desmond entre 1959 e 1965.
Em Los Angeles, Hall trabalhou com Ben Webster, Hampton Hawes, Bob Brookmeyer, John Lewis, Zoot Sims, Paul Desmond, Lee Konitz e Bill Evans, com o qual gravou o álbum “Undercurrent”. 
No princípio dos anos 60, Hall se mudou para New York, onde foi contratado por Sonny Rollins e tocou com Art Farmer, entre outros. 
Suas colaborações com Bill Evans, Paul Desmond, e Ron Carter são legendárias.
Além de trabalhos na área orquestral e de composição para coro, Jim continuou ativo como instrumentista por vários anos, se apresentando em vários formações pelo mundo, com nomes tais como Joe Lovano, Greg Osby, the New York Voices, Kenny Barron, Pat Metheny e Slide Hampton. 
Em 1997, Jim recebeu o 'New York Jazz Critics Circle Award' para o melhor compositor/arranjador.
O projeto 'Jim Hall & Basses' teve a participação de Scott Colley, Charlie Haden, Dave Holland, George Mraz e Christian McBride.

## Discografia
- 1957  Street Swingers (com Bobby Brookmeyer)
- 1960  Good Friday Blues (com o Modest Jazz Trio)
- 1962  Undercurrent
- 1966  Intermodulation (com Bill Evans)
- 1971  Where Would I Be?
- 1972  Alone Together (com Ron Carter)
- 1975  Concierto
- 1975  Live !
- 1976  Jim Hall Live in Tokyo
- 1978  Jim Hall & Red Mitchell (Gravado ao vivo no Sweet Basil)
- 1981  Circles
- 1988  These Rooms
- 1989  All Across the City
- 1990  Live at Town Hall vol 1-2
- 1991  Subsequently
- 1993  Youkali
- 1993  Alone Together
- 1993  Dedications and Inspirations
- 1995  Dialogues
- 1995  Live at the Village West (com Ron Carter)
- 1997  Textures
- 1998  By Arrangement
- 1999  Jim Hall & Pat Metheny
- 2001  Jim Hall & Basses